# Florence Brunelle
Pour les articles homonymes, voir Brunelle (homonymie).
Florence Brunelle est une patineuse de vitesse sur piste courte canadienne.

## Biographie
Elle naît le 20 décembre 2003 à Trois-Rivières et s'entraîne avec l'équipe nationale à Montréal. Elle est entraînée par Sébastien Cros.
En 2020, elle est médaillée d'argent du 500 mètres et du 1 500 mètres aux championnats du monde junior.
La saison 2020-2021 est sa première saison internationale, et elle se place quatorzième aux championnats du monde début 2021.
Aux épreuves de patinage de vitesse sur piste courte aux Jeux olympiques de 2022, Florence Brunelle, à 18 ans et deux mois, est la plus jeune participante du Canada dans l'histoire olympique de la discipline. Elle est victime de chute à toutes ses épreuves.
L'année suivante, elle ne participe qu'à une seule compétition et suit une thérapie pour surmonter le traumatisme des Jeux. Elle est réintégrée en équipe B du Canada pour la saison 2023-2024. Elle fait une pause de plusieurs semaines en raison d'une hernie discale entre janvier et mars 2024 puis effectue une rééducation à l'Institut national du sport du Québec jusqu'en mai 2024, pouvant reprendre l'entraînement en juillet.
En septembre 2024, elle remporte les championnats du Canada, finissant première de toutes les distances sauf un des deux 1 000 mètres remporté par Danaé Blais, deuxième au général. Kim Boutin se classe troisième. Cette compétition servant de qualifications au circuit de Coupe du monde de patinage de vitesse sur piste courte 2024-2025, elle y est sélectionnée pour le 500 mètres et le 1 500 mètres. Pour les épreuves du relais féminin et mixte pour le Canada dans cette Coupe du monde de patinage de vitesse sur piste courte 2024-2025, elle a contribué à une double conquête de l'or. 
Cette athlète aura connu une saison 2024-2025 avec beaucoup de succès avec son total de onze podiums.